# Sandra Denton
Sandra Denton, née le 9 novembre 1969 à Kingston, en Jamaïque, est une chanteuse, rappeuse et actrice américaine, membre du groupe Salt-N-Pepa. 

## Biographie
Sandra Denton est née le 9 novembre 1969 à Kingston, en Jamaïque,,,. Elle déménage ensuite, avec ses parents, dans le Queens, quartier de New York.  
En 1985, Denton commence des études d'infirmière et rencontre Cheryl James. C'est à ce moment qu'elle décide de se lancer dans la musique. Les deux femmes seront, plus tard, rejointes par DJ Spinderella dans le groupe Salt-n-Pepa. Salt-n-Pepa se sépare en 2002 quelques mois après la publication de leur album Brand New au label Red Ant Records. Salt se dit, à cette période, prête à quitter l'industrie musicale. Le trio se réunit pour une performance au Hip Hop Honors diffusé sur la chaîne américain VH1 le 22 septembre 2005.
En 2005, Pepa participe au casting de la cinquième saison de The Surreal Life sur VH1. Pepa participe aussi au film Bienvenue chez Joe, à 'Taxis pour cible, et joue le rôle d'Andrea Phelan dans la série américaine Oz. Elle joue aussi dans The Surreal Life: Fame Games. Salt-n-Pepa se réunit en 2008, et lancent une émission de télévision sur VH1 appelée The Salt-N-Pepa Show. En août 2008, Pepa publie son autobiographie, aussi intitulée Let's Talk About Pep. Elle est coécrite par Karen Hunter, et parle de sa gloire, de la famille, des échecs et des succès de sa vie.
En janvier 2011, Pepa participe à un épisode de la sitcom Are We There Yet? sur la chaîne TBS.

## Filmographie
- 1993 : Who's the Man? de Ted Demme : Sherise